# أديتيا بوري
أديتيا بوري (بالهندية: आदित्य पुरी؛ بالإنجليزية: Aditya Puri) هو مصرفي ورائد أعمال هندي، ولد في 1950 في شانديغار في الهند.